# 四氯化硒
四氯化硒是一种无机化合物，化学式 SeCl4。 这种化合物是一种黄白色，易挥发的固体。它是两种最常见的硒的氯化物的一种, 另一种是二氯化二硒, Se2Cl2。SeCl4 可以用来制备其它硒化合物。

## 制备
四氯化硒可以由硒直接和氯化合而成。

## 反应
四氯化硒会发生水解，生成亚硒酸和盐酸:
SeCl4 + 3 H2O → H2SeO3 + 4 HCl
与二氧化硒反应时会生成氯氧化硒:
SeCl4 + SeO2 → 2SeOCl2